# Gerhard Pedersen
Gerhard Pedersen   (Esbjerg, 9 d'abril de 1912 - Örebro, 4 de juny de 1987) va ser un boxejador danès que va competir durant la dècada de 1930.
El 1936 va prendre part en els Jocs Olímpics d'Estiu de Berlín, on guanyà la medalla de bronze de la categoria del pes wèlter del programa de boxa. Va perdre en semifinals contra el finlandès Sten Suvio, mentre en el combat per la medalla de bronze guanyà al francès Roger Tritz.
Entre 1944 i 1948 disputà divuit combats com a boxejador professional, amb un balanç de 13 victòries i 5 derrotes.